# Чернишов Олексій Михайлович
Олексі́й Миха́йлович Чернишо́в (нар. 4 вересня 1977, Харків, УРСР) — український державний і політичний діяч, підприємець. Міністр національної єдності України (2024—2025). Голова правління НАК «Нафтогаз України» (2022—2024), Міністр розвитку громад та територій України (2020—2022).
Голова Київської обласної державної адміністрації (2019—2020).

## Освіта
Народився в Харкові, де провів дитинство, шкільні роки, здобув вищу освіту.
1994—1999 — Харківський гуманітарний університет «Народна українська академія» за спеціальністю «Економіка підприємства».
1996—2002 — Національний юридичний університет ім. Ярослава Мудрого за спеціальністю «Правознавство».
В 1999 році — професійний курс за стандартами міжнародного Інституту управління проєктами (англ. Project Management Institute) (програма «Управління проєктами» на базі компанії «Westinghouse», Пенсільванія, США).

## Кар'єра

### Приватний сектор
1998 року став менеджером проектів у Westinghouse Electric Company, далі в компанії Telesens, (Німеччина). У 2002 році з партнерами придбав українську частину групи.[джерело?]
На початку 2000-х почав займатися девелопментом. З 2005 до 2007 року був президентом групи компаній АВЕК, по 2013 — головою наглядової ради. 2012 року заснував компанію Eastgate Development.
У 2014 році заснував інвестиційну компанію VI2 Partners з офісами у Києві та Відні.

### Публічний сектор
20 жовтня 2019 року Кабінет Міністрів України погодив Чернишова на посаду голови Київської ОДА.

### Міністр розвитку громад та територій України
4 березня 2020 року став міністром розвитку громад та територій України.
У вересні 2021 року оголосив про припинення роботи однієї з найкорупційніших структур у сфері будівництва — Державної архітектурно-будівельної інспекції (ДАБІ). Одночасно було оголошено про старт роботи новоствореного органу — Державної інспекції архітектури та містобудування (ДІАМ).
У червні 2022 року Чернишов став головою Штабу з підготовки до опалювального сезону 2022—2023.
В квітні 2022 року став відповідальним від уряду за відновлення пошкоджених об'єктів житлової, критичної та соціальної інфраструктури на звільнених територіях. Зі Світовим банком та Європейською комісією розробив звіт «Швидка оцінка завданої шкоди та потреб на відновлення України» (RDNA — Rapid Damage and Needs Assessment).
В квітні 2022 року увійшов до складу спеціальної місії представників Президента України до країн-членів ЄС. В травні-червні 2022 року місія здійснила 19 візитів до ЄС задля підтримки інтеграції України. Чернишов був відповідальний за підтримку в Німеччині, Австрії, Швеції, Фінляндії.
3 листопада 2022 року залишив посаду Міністра розвитку громад та територій України.

### НАК «Нафтогаз України»
4 листопада 2022 року Кабмін призначив Чернишова головою «Нафтогаз України».
Консолідований прибуток Групи Нафтогаз 2023 року склав 23,1 млрд грн проти збитку 79,1 млрд у 2022 році.
У квітні 2023 року Арбітражний трибунал при Постійній палаті третейського суду в Гаазі зобов'язав Росію сплатити НАК «Нафтогаз України» 5 млрд дол за збитки, заподіяні захопленням активів «Групи Нафтогаз» в Криму в 2014 році.

### Віцепрем'єр-міністр України— Міністр національної єдності України
3 грудня 2024 року Верховна Рада України призначила Чернишова віцепрем'єр-міністром України — Міністром національної єдності України.

## Розслідування

### Звинувачення в корупції
13 червня 2025 року НАБУ та САП заявили про корупцію в будівельній сфері, яка могла заподіяти державі збитків на понад 1 млрд грн. Обвинувачення проти Чернишова стосувалися передачі земельної ділянки, знижок на інвестиційні договори.
23 червня НАБУ оголосило Чернишову підозру, 27 червня суд мав визначити запобіжний захід. НАБУ і САП вимагали призначити 120 млн грн застави, відсторонення від посади і носіння електронного браслета.
2 липня ВАКС відмовився відсторонювати Чернишова з посади міністра. Натомість його зобов'язали протягом двох місяців прибувати на вимогу суду, не залишати Україну без дозволу, утриматися від спілкування зі свідками та підозрюваними, повідомляти про зміну місця проживання чи роботи. Того ж дня за Чернишова було внесено 120 млн грн застави.

## Громадська діяльність
2014 року Чернишов ініціював проєкт Kyiv Vision Foundation для популяризації України в Європі через мистецтво. 2014 року у Відні пройшла виставка сучасного українського мистецтва «Through Maidan and Beyond», присвячена Євромайдану. Серед гостей були діячі культури та мистецтва, політики, зокрема міністр МЗС Австрії (з 2017 — Федеральний канцлер Австрії) Себастьян Курц.
2014 року Чернишов підтримав видання путівника «Awesome Kyiv». У 2018—2019 роках за підтримки Чернишова видавництво «Основи» надрукувало книги з серії «Awesome» — про Харків, Одесу та Дніпро.

## Родина
Дружина Світлана Олександрівна Чернишова — доктор філологічних наук, професор КНУ ім. Шевченка.
Виховує двох синів та доньку.